# Steven Palette

Der von Steven Palette gefahrene Ligier JS P217 beim 24-Stunden-Rennen von Le Mans 2022

Steven Palette (* 1. Dezember 1990 in Saint-Doulchard) ist ein französischer Autorennfahrer.

## Karriere als Rennfahrer
Bereits als 19-Jähriger wurde Steven Palette Gesamtsieger eines Markenpokals, als er 2009 den Peugeot 207 THP Cup gewann. In den folgenden Jahren etablierte er sich als Markencup-Spezialist. 2013 gewann der den Peugeot RCZ Racing Cup France und wurde 2015 hinter Maxime Jousse und Mathieu Jaminet Dritter im Porsche Carrera Cup Frankreich. Weitere Erfolge gelangen ihm 2020 mit dem Gesamtsieg in der GT World Challenge Europe und dem Gewinn der LMP3-Klasse der Asian Le Mans Series 2022
2022 gab er sein Debüt beim 24-Stunden-Rennen von Le Mans, wo er im Ligier JS P217 den 49. Gesamtrang erreichte.

## Statistik

### Le-Mans-Ergebnisse
| Jahr | Team     | Fahrzeug       | Teamkollege    | Teamkollege      | Platzierung | Ausfallgrund |
| ---- | -------- | -------------- | -------------- | ---------------- | ----------- | ------------ |
| 2022 | CD Sport | Ligier JS P217 | Michael Jensen | Christophe Cresp | Rang 49     |              |

### Einzelergebnisse in der FIA-Langstrecken-Weltmeisterschaft
| Saison | Team     | Rennwagen      | 1   | 2   | 3   | 4   | 5   | 6   |
| ------ | -------- | -------------- | --- | --- | --- | --- | --- | --- |
| 2022   | CD Sport | Ligier JS P217 | SEB | SPA | LEM | MON | FUJ | BAH |
| 2022   | CD Sport | Ligier JS P217 | 49  |     |     |     |     |     |